# Крпар, кројач, солдат, шпијун (филм)
Крпар, кројач, солдат, шпијун британски је филм из 2011. у режији Томаса Алфредсона базиран на истоименом роману Џона Ле Кареа.
Филм је освојио бројне награде, а био је номинован и за три Оскара, укључујући и номинацију Гарија Олдмана у категорији Најбољи глумац у главној улози.

### Радња
Радња филма смештена је у време Хладног рата када је ветеран шпијунаже Џон Смајли (Олдман) приморан да се повуче из пензије како би пронашао совјетског агента, кртицу у британској обавештајној служби МИ6.

### Улоге
- Гари Олдман као Џорџ Смајли
- Колин Ферт као Бил Хејдон
- Том Харди као Рики Тар
- Марк Стронг као Џим Придо
- Киран Хајндс као Рој Бланд
- Бенедикт Камбербач као Питер Гилам
- Дејвид Денчик као Тоби Естерхејз
- Стивен Грејам као Џери Вестерби
- Тоби Џоунс као Перси Алелајн
- Џон Херт као Контролер
- Кејти Берк као Кони Сакс
- Роџер-Лојд Пек као Мендел
- Светлана Хотченкова као Ирина
- Константин Хабенски као Алексеј Александрович Пољаков